# 39571 Пюклер
39571 Пюклер (39571 Pückler) — астероїд головного поясу, відкритий 21 вересня 1992 року.
Тіссеранів параметр щодо Юпітера — 3,530.